# タカラトミーアイビス
株式会社タカラトミーアイビス（英: TOMY IBIS CO.,LTD.）は、株式会社タカラトミーの連結子会社。タカラトミーグループである株式会社タカラトミービジネスサービス、株式会社タカラトミーエンジニアリング、トミー興産株式会社の3社が合併して設立された。
タカラトミーの英語名称は"TOMY COMPANY, LTD."と前身のタカラを含めておらず、タカラトミーアイビスにおいても英語名称は"TOMY IBIS CO.,LTD."と旧・タカラの名称を含んでいない。なお、本社は東京都葛飾区青戸の旧・タカラ本社（タカラトミー青戸ビル）に置かれている。

## 概要
タカラトミーは2014年5月に、「意識改革」「商品改革」「ビジネスの構造改革」の3つの改革を柱とする新中期経営方針を発表し、「ビジネスの構造改革」の一環として同年9月24日に情報システム開発・運用やアフターサービス業務などを手掛けるタカラトミービジネスサービス、玩具などの開発・生産支援を手掛けるタカラトミーエンジニアリング、不動産管理などを手掛けるトミー興産の3社を合併することを発表した。
2014年11月1日付で、タカラトミービジネスサービスを存続会社とした上で3社が合併し、タカラトミーアイビスが発足した。栃木県壬生町おもちゃのまちにあったトミー興産の本社は、タカラトミーアイビスの事業所となった。
タカラトミー公式ショッピングサイト「タカラトミーモール」は、タカラトミービジネスサービス時代から引き続きタカラトミーアイビスが業務を受託している。

## 沿革
- 1990年1月12日 - トミーの子会社としてトミー興産株式会社設立。
- 1996年3月19日 - 株式会社タカラトミーエンジニアリング設立。
- 2003年1月23日 - 株式会社タカラトミービジネスサービス設立。
- 2014年
  - 9月24日 - タカラトミーが、タカラトミービジネスサービスを存続会社とした上で、タカラトミーエンジニアリングとトミー興産の2社を、タカラトミービジネスサービスへ吸収合併することを発表。
  - 11月1日 - タカラトミービジネスサービス、タカラトミーエンジニアリング、トミー興産の3社が合併し、タカラトミーアイビス発足。
- 2015年4月1日 - タカラトミーエンタメディア（現・タカラトミーフィールドテック）からデジタルコンテンツ関連事業を譲り受ける。